# Port morski Ningbo-Zhoushan
Port Ningbo-Zhoushan – największy port na świecie pod względem przeładunku towarów jak i jeden z największych portów kontenerowych na świecie. W 2023 przeładowano 1,324 mld ton ładunków. Port położony jest w miastach Ningbo i Zhoushan, na wybrzeżu Morza Wschodniochińskiego, w prowincji Zhejiang, na południowo-wschodnim krańcu zatoki Hangzhou, niedaleko Szanghaju.
Port leży na skrzyżowaniu śródlądowego i przybrzeżnego szlaku żeglugowego północ-południe, w tym kanałów do ważnego śródlądowego szlaku wodnego prowadzącego do wnętrza Chin, rzeki Jangcy.